# Gastronomía de Asturias
La gastronomía de Asturias es el conjunto de tradiciones culinarias, ingredientes y recetas propio del Principado de Asturias (España). Si bien es cierto que la cocina asturiana ha sabido transmitirse generación tras generación, también lo es que carece de tradición escrita hasta época muy reciente, ya que no existen apenas escritos que muestren qué comían los asturianos, y los pocos relatos que se conservan se encuentran en textos de naturaleza muy distinta a la gastronómica. Hay que tener presente que Asturias tiene dos características que quedan reflejadas en sus costumbres culinarias: por un lado posee costas en el mar Cantábrico, lo que le proporciona abundantes elementos marinos (pescados y mariscos), y por otro cuenta con la cordillera Cantábrica, con profundos valles en los que cría el ganado en semi-libertad, dando lugar a carne y leche de características autóctonas. Algunas razas autóctonas de Asturias son:
| Vacuno                          | Porcino          | Ovino       | Caprino       | Ave                  |
| Asturiana de la montaña         | Gochu asturcelta | Oveja xalda | Cabra bermeya | Pita Pinta Asturiana |
| Asturiana de los valles         |                  |             |               |                      |
| Gochona entelarada asturleonesa |                  |             |               |                      |

En cuanto a productos con sello de calidad, Asturias cuenta con seis Denominaciones de Origen Protegidas y con cinco Indicaciones Geográficas Protegidas:
| Denominaciones de Origen Protegidas | Indicaciones Geográficas Protegidas |
| Queso de Afuega'l pitu              | Queso de Los Beyos                  |
| Queso de Cabrales                   | Chosco de Tineo                     |
| Queso Casín                         | Faba asturiana                      |
| Queso de Gamonéu                    | Ternera Asturiana                   |
| Sidra de Asturias                   | Miel de Asturias                    |
| Vino de Cangas                      |                                     |

Además de estos sellos protegidos por la Unión Europea, existe una marca de garantía a nivel autonómico denominada Alimentos del Paraíso Natural regulada por la Consejería de Desarrollo Rural, Agroganadería y Pesca del Principado de Asturias. Bajo este sello se han aprobado pliegos específicos para algunas marcas de los siguientes productos: Arándanos; kiwis; miel; marañuelas; quesos; chorizo, morcilla y compango asturianos; verdina; platos preparados de razas autóctonas; arroz con leche; y huevos camperos.

## Platos típicos

### Pan

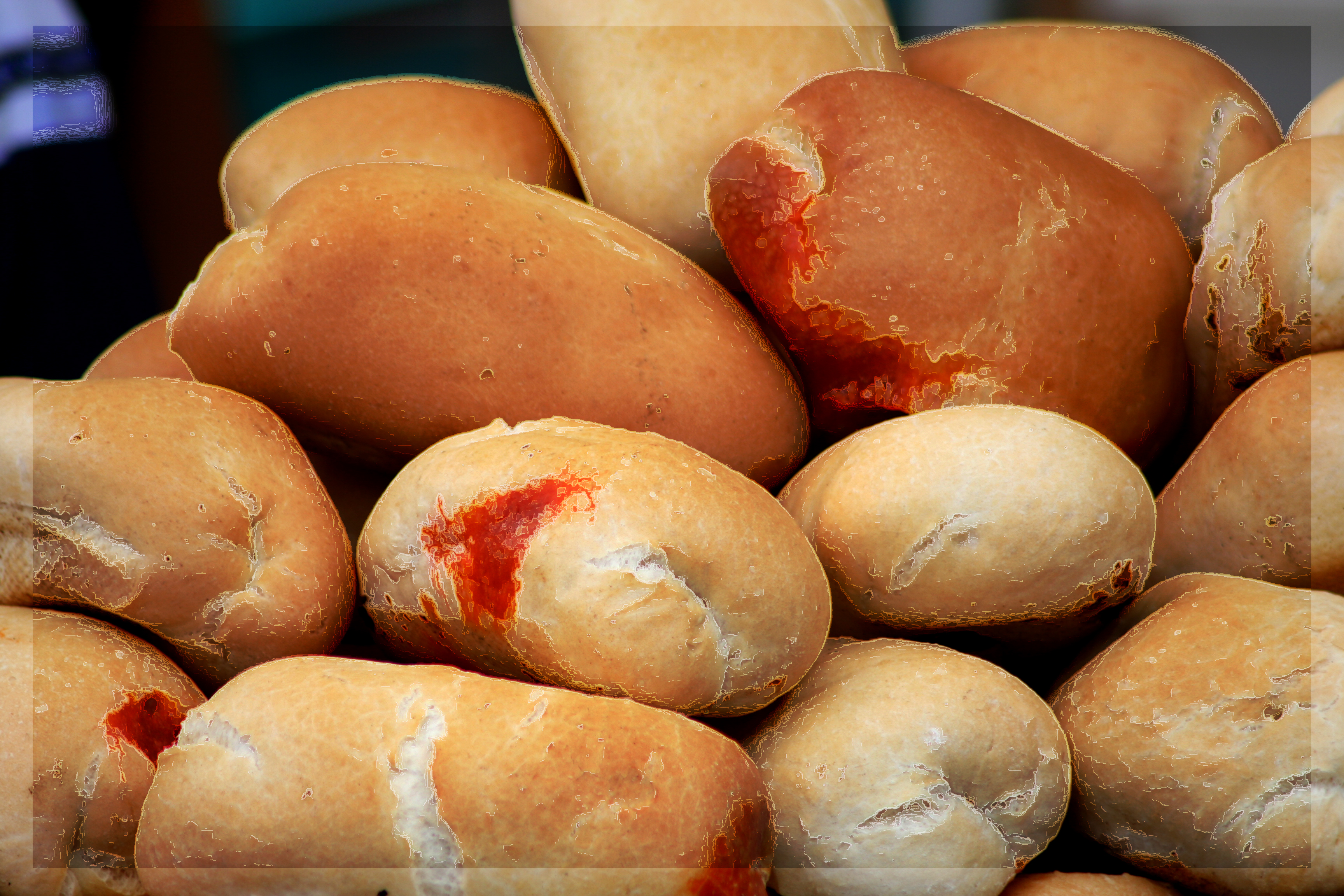
Un montón de bollos preñaos.

Entre las especialidades relacionadas con la harina de maíz encontramos la borona (boroña) redonda de pan duro hecho a base de harina de maíz), las fariñes, farrapes o papas (gachas), la rapa (especie de borona en cuya masa se meten trozos de tocino), el neno, la pegarata (especie de empanada rellena de chorizo, jamón y huevo cocido), los tortos (pequeñas tortas de maíz doradas en sartén), los formigos, el muy tradicional pan de escanda (cereal endémico de Asturias, de grano duro y prieto), los famosos bollos preñaos (bollos con un chorizo en su interior) y otros muchos. Otros preparados de harina que se emplean en los postres asturianos son los frixuelos (una especie de crepe). La pancha es también un pan tradicional del sur de Asturias.(pan)

### Frutas y hortalizas

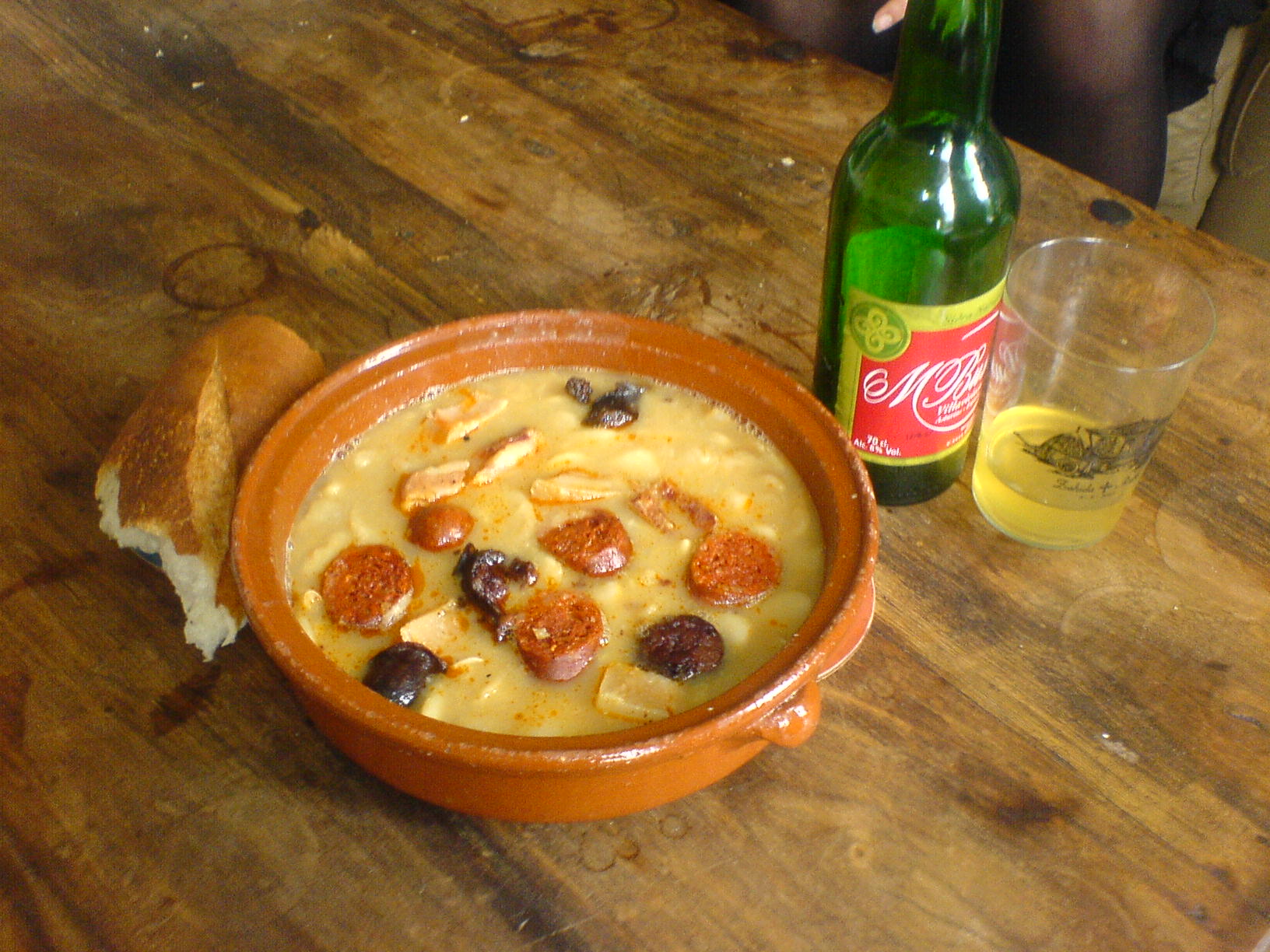
Fabada acompañada de sidra.

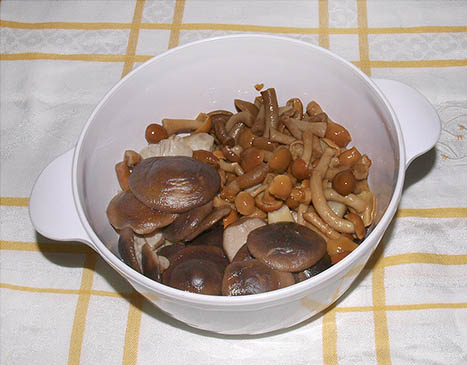
Fuente con setas

De ellas la más conocida y la que participa en diferentes platos tradicionales es la faba (haba), que se puede preparar como fabada asturiana, fabes con amasueles (habas con almejas), etcétera. Además están el pote asturiano (especie de cocido con berzas, fabas y diversos embutidos en un pote), los nabos que conforman el pote de nabos (plato típico invernal de las aldeas asturianas), el más humilde pote de castañas, las vainas o fréjoles (judías verdes) y los arbeyos (guisantes), las patatas, pimientos, coliflores, etcétera. De los abundantes bosques cabe destacar como elemento culinario las setas silvestres: senderuelas, setas de cardo, lepiotas, etcétera.(etc)
En el terreno de las frutas la más importante es la manzana (elemento imprescindible para la elaboración de la sidra y que se hace con variedades autóctonas), las cerezas, las fresas, los figos miguelinos (higos) y, en la categoría de los frutos secos, las castañas, las nueces o las ablanes (avellanas).

### Pescados y mariscos

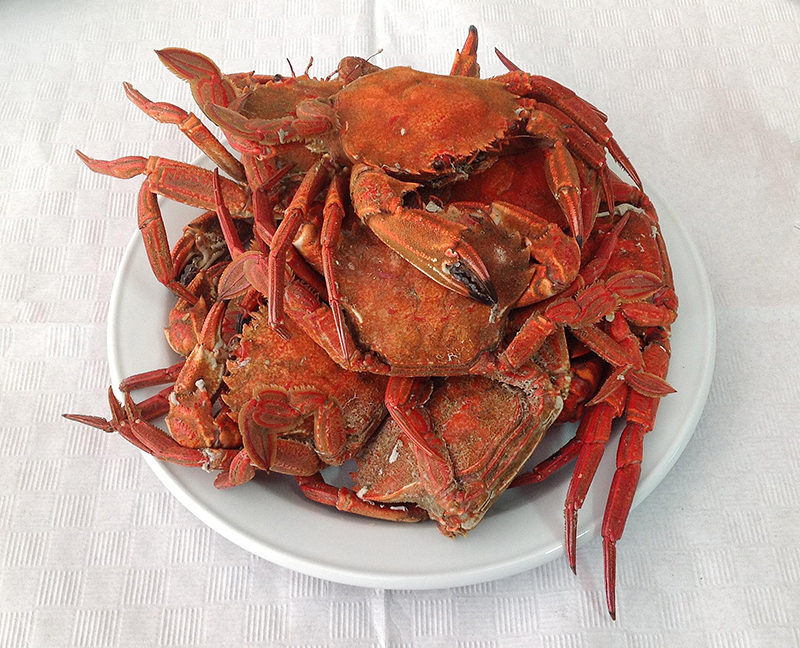
Andaricas (nécoras).

La posesión de la costa en el Mar Cantábrico y la tradición marinera de muchos pueblos asturianos provee a la región de una buena materia prima y de variados platos, como son las sopas de pescado y de marisco, el besugo a la espalda, la chopa (xarágu), el rape (pixín), la merluza a la sidra, la ventresca de bonito, el rollo de bonito y, por encima de todo, la caldereta, guiso hecho con diversos pescados y mariscos. También se elaboran platos con la lubina, el cabracho (tiñosu), el salmonete, las angulas, etcétera. Algunos pescados tienen preparaciones muy populares, como la sardina (es típica la de Candás) y la parrocha. Algunos de los ríos asturianos (entre los que se encuentra el Sella) proporcionan pescados como la trucha y el salmón atlántico. Otros platos muy conocidos son el pulpu con patatines, pequeño pulpo que se cuece con patatas, y el pastel de cabracho.
Entre los mariscos se encuentran diferentes variedades: bueyes de mar (ñocles), langostas, bogavantes (bugres), centollos, erizos de mar (oricios), nécoras (andariques), etcétera.

### Carnes
La importancia que tuvo desde siempre en Asturias la ganadería del ganado bovino y ovino proveen a la gastronomía asturiana de platos como los callos a la asturiana, la carne gobernada y el cachopo, que aunque no son netamente autóctonos sí están muy arraigados en las tierras asturianas; el churrasco o cordero a la estaca, la caldereta de cordero y el lechazo al horno. En el terreno de las aves se tiene el pitu de caleya, que no es producto de la cría intensiva de animales, sino que es criado  en libertad.
A su vez, el cerdo (llamado en Asturias gochu) provee de embutidos y salazones procedentes de la matanza del cerdo, como son el chorizo asturiano (de aroma característico, ahumado, fuerte, con sabor a pimentón), la morcilla asturiana y la moscancia, el lacón, el butiello (similar al botillo), la fariñona, y otros que acompañan como compango a muchos otros platos tradicionales, en particular a la fabada y a diversos guisos de legumbre. Muchos de ellos se emplean en las boroñas y en los bollos preñaos como relleno, otros forman parte de platos como los emberzaos (grasa de cerdo con berzas, morcilla y diversos embutidos, todo ello cocinado en pote, llamado también emberzaos probes).
Algunos embutidos son característicos de Asturias, como:
- El pantruque (también llamado pantruque blanco), un embutido que lleva como ingredientes en su interior tocino, cebolla, harina de maíz, huevo batido, sal, pimentón, ajo y perejil, similar a la morcilla de aspecto.
- La moscancia, una especie de morcilla fresca elaborada con poca sangre, que se diferencia de la típica morcilla asturiana en que entre sus ingredientes se añade sebo de vacuno (preferiblemente ternera) o bien de cordero, lo que le da un aroma inconfundible.
- El sabadiego, es una especie de longaniza elaborada con carnes de cerdo y otros ingredientes.
- El xuan (a veces en diminutivo, xuanicu), una morcilla que se mezcla con trozos de calabaza.
- La longaniza de Avilés, cuyo origen se remonta a 1903 siendo la original y más conocida la de Embutidos Vallina. Erróneamente circula por internet que su origen se debe a un trabajador alemán que en los años 70 trabajaría en esa fábrica.
- Un embutido también en Asturias, sobre todo en el este, es el Borono, que consiste esencialmente en una masa de sangre de cerdo, tripa de cerdo, cebolla, sal, manteca, especias (comino, pimienta…), harina de maíz y harina de trigo.
- Otro embutido muy conocido es el chosco de Tineo, de este mismo concejo, el cual está hecho con dos cabezeras de lomo de cerdo y lengua de vaca cocida, con alguna especias, además de sal y pimentón.

### Quesos

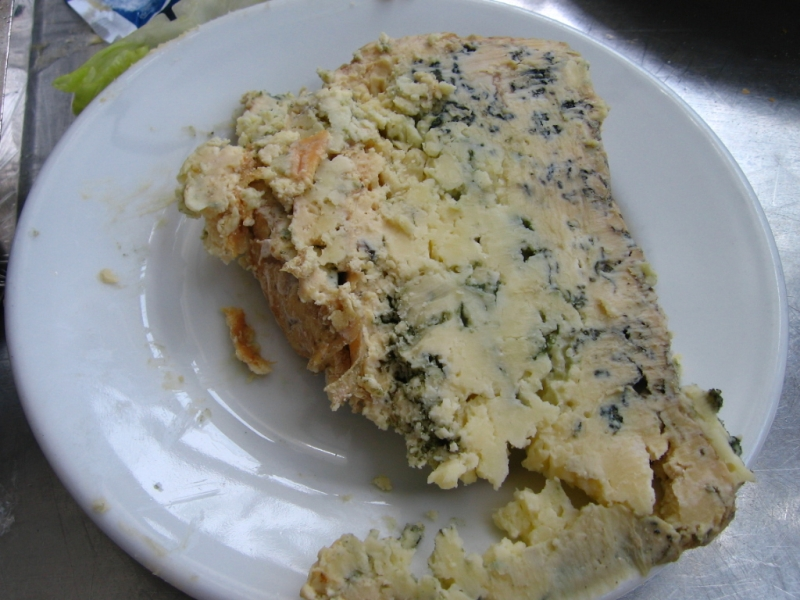
Cabrales, un queso azul tradicional asturiano.

El queso es uno de los ingredientes más tradicionales de cocina asturiana. Se pueden encontrar de leche de vaca, de oveja, de cabra o incluso mezclas en diferentes proporciones de quesos de dos variedades de leches y de tres. Existen 42 denominaciones de quesos artesanos en Asturias, de los cuales cinco (Cabrales, Gamonéu, Casín, Los Beyos y Afuega'l Pitu) tienen denominación de origen protegida.
Los quesos asturianos están empezando desde los años 70 a alcanzar prestigio y fama internacionales, aunque su calidad fue siempre excelente. Son ejemplos el Cabrales, el Gamonedo, el de La Peral, el de Los Beyos, el de Oscos, el de Afuega'l Pitu, etcétera.

### Postres

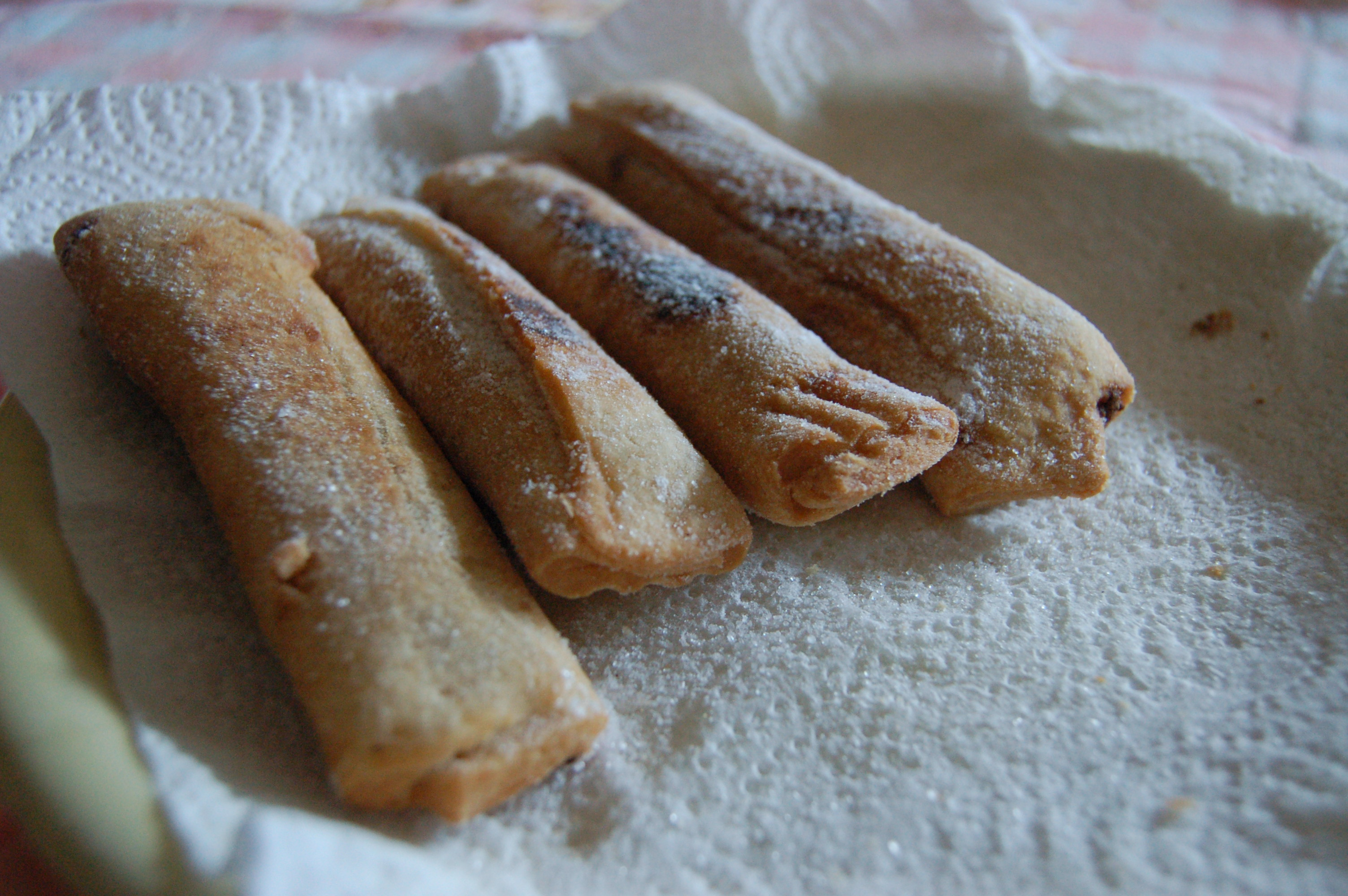
Casadielles.

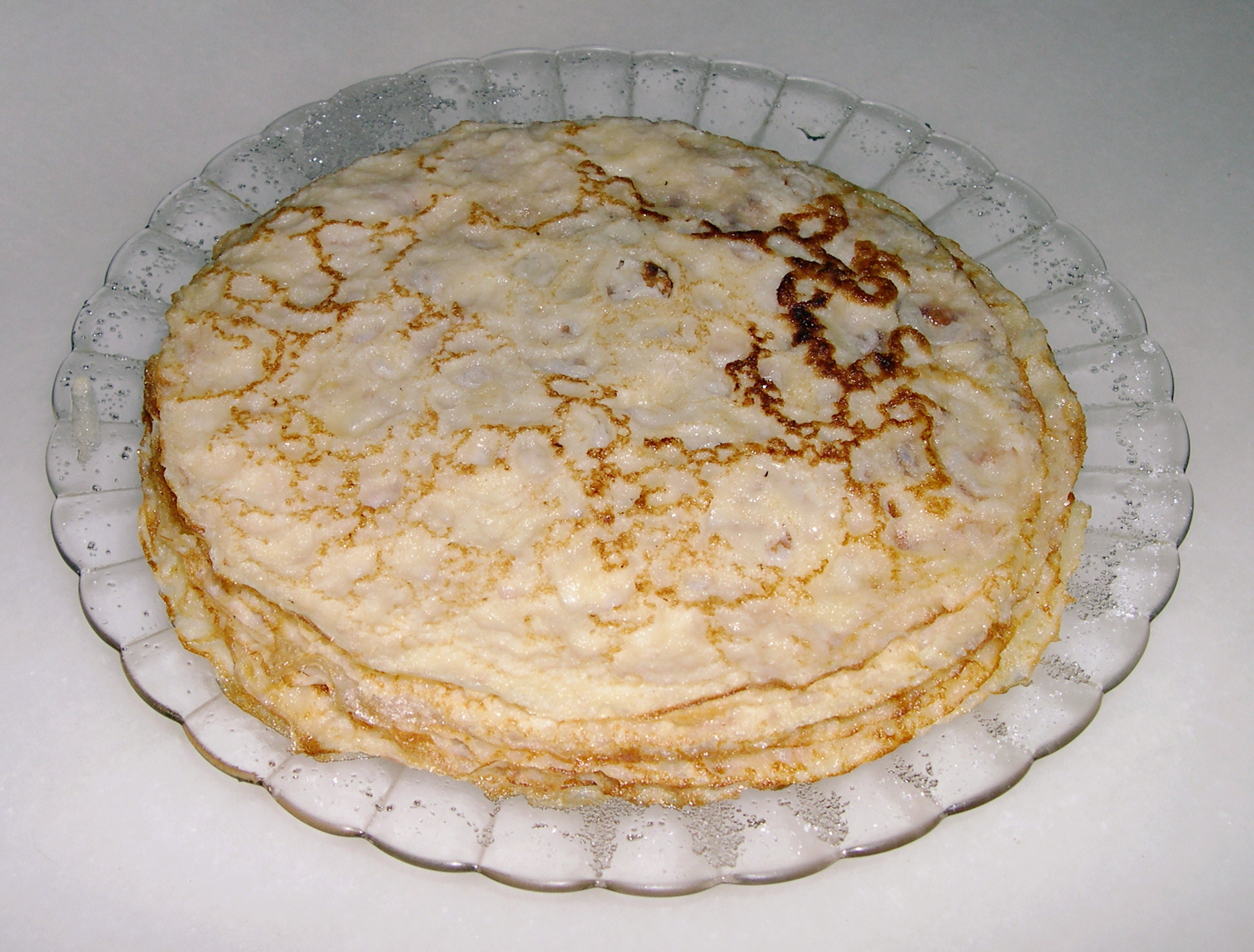
Frisuelos.

En asturiano se llama llambionada a lo dulce. Existen diferentes posibilidades dentro de los postres, tales como el arroz con leche (que aunque se toma en gran parte de España, es muy popular en Asturias, donde se prepara más cremoso gracias a una cocción prolongada), los frixuelos (también llamados fayuelos o fayueles, crepes de leche, huevo, harina y azúcar), los borrachinos (miga de pan con huevo), la leche frita (con azúcar y embebida en vino blanco), las casadielles (empanadillas dulces rellenas de nuez, azúcar y anís), los carbayones (pasteles de hojaldre rellenos de crema de almendra y cubiertos de glaseado) y el panchón (meollo de pan de escanda amasado con manteca y azúcar que se fríe y desmigaja antes de servirlo, típico del Aller).
También son conocidas las charlotas de Gijón (tartas preparadas con base y fondo de bizcochos cubiertos con chocolate y cerezas confitadas), las marañuelas de Candás y Luanco (galletas dulces de forma característica), las marañuelas de Avilés (pan dulce), el Bollo de Pascua de Avilés, los consejos paserinos (típicos de Mieres), la tarta de almendra (similar a la tarta de Santiago, elaborada con hojaldre o masa quebrada dulce y rellena de una mezcla de huevo, almendra y almíbar), los Carajitos del profesor del concejo de Salas (galletas de huevo y avellana con textura esponjosa) o los bartolos (pasteles de almendra, habituales en la cuenca del Nalón).

### Bebidas

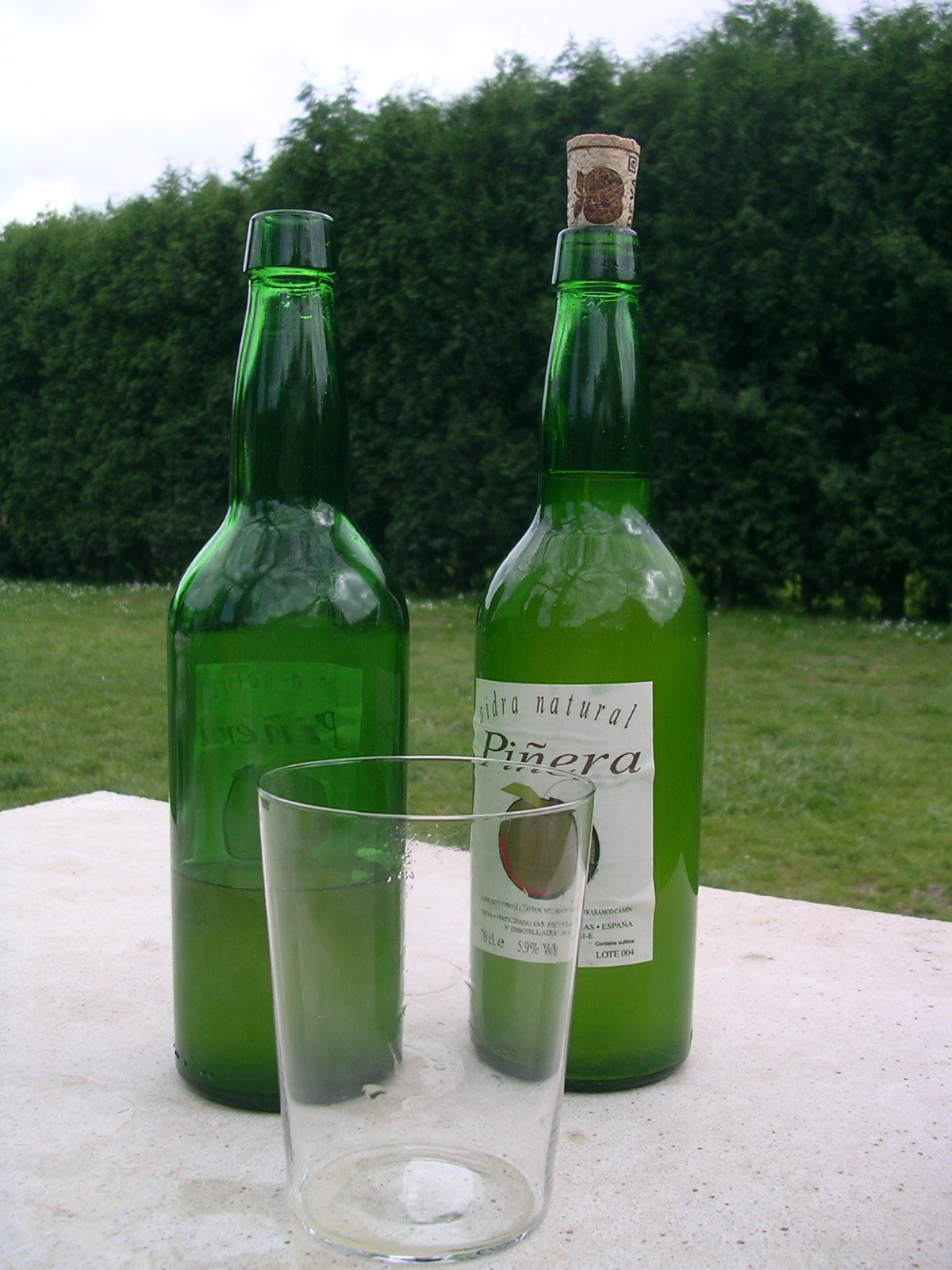
Sidra de Asturias.

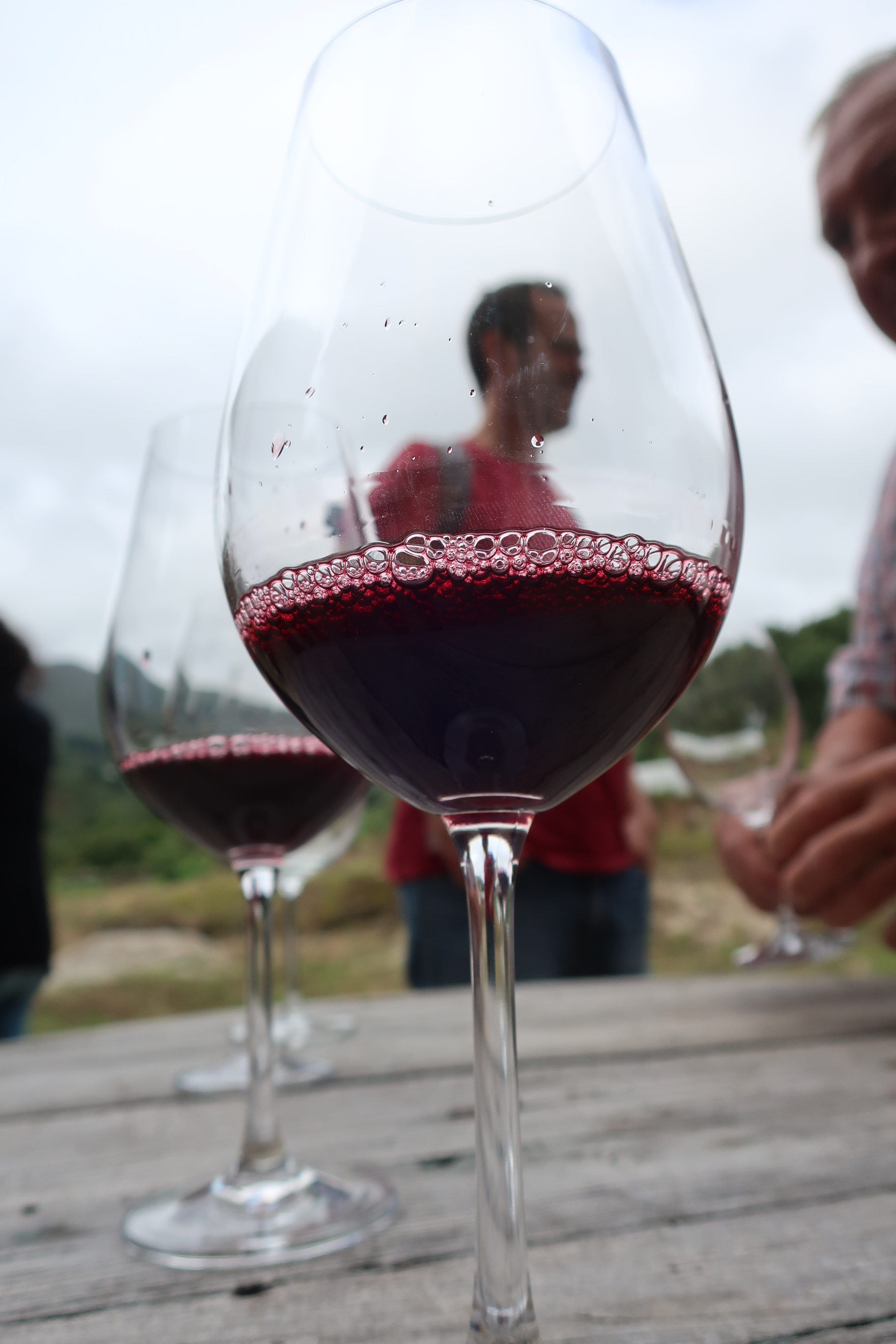
Vino tinto de variedad Albarín negro.

La bebida más característica de Asturias es la sidra de Asturias, muy presente en la vida (en los chigres) y celebraciones de los asturianos. Por regla general esta bebida se escancia sobre vasos de gran tamaño (las medidas suelen ser de 12 cm de alto, 9 de boca y 7 de parte trasera). Desde el 12 de noviembre de 2002 la Sidra de Asturias es una Denominación de Origen Protegida, siendo muy frecuente encontrarla embotellada en botellas de cristal verde de forma característica y con tapón de corcho. La sidra es una bebida que tradicionalmente está presente en cuantos festivales, romerías o fiestas se celebren en el Principado, participando de una tradición gastronómica llamada espicha. La producción de vino es escasa en la región (se plantan pocas vides), aunque en el suroccidente de la comunidad se encuentra la Denominación de Origen Protegida Cangas (vino). La producción de orujos es igualmente muy escasa.